# Зелёный зимородок
Зелёный зимородок, или обыкновенный зелёный зимородок (лат. Chloroceryle americana) — птица из семейства зимородковых.

## Описание
Зелёный зимородок длиной 19 см, весит 27 г. Верхняя часть тела окрашена в зелёный цвет с белыми пятнами на хвосте и крыльях и белым воротником вокруг шеи. У самца нижняя часть тела белая с широкой каштаново-коричневой полосой на груди и несколькими зелёными пятнами по бокам тела. У самки нижняя часть тела грязно-белая с двумя зелёными полосами, тянущимися до зелёных пятен по бокам тела.
У обитающего на Тринидаде и Тобаго подвида C. a. croteta клюв больше, чем у популяций на континенте.

## Распространение
Область распространения зелёного зимородка простирается от южного Техаса через Центральную и Южную Америку вплоть до центральной Аргентины. Он живёт в лесах вдоль рек.

## Питание
Зелёный зимородок охотится с нижних веток деревьев на рыб и водных насекомых.

## Размножение
Гнездо находится в туннеле длиной до 1 м, вырытом на берегу реки. Самка откладывает от 3-х до 4-х яиц.

## Фото

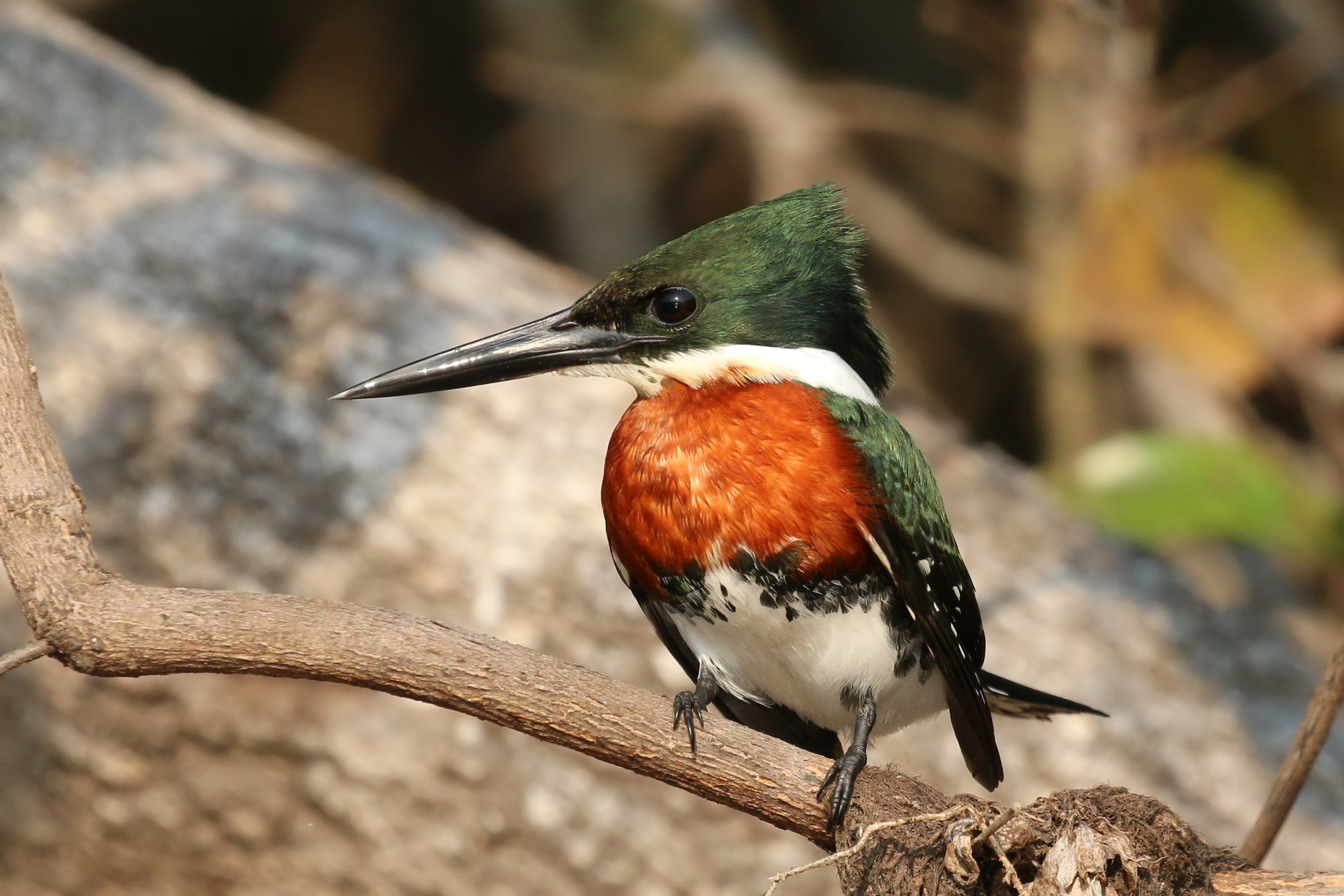
Самец
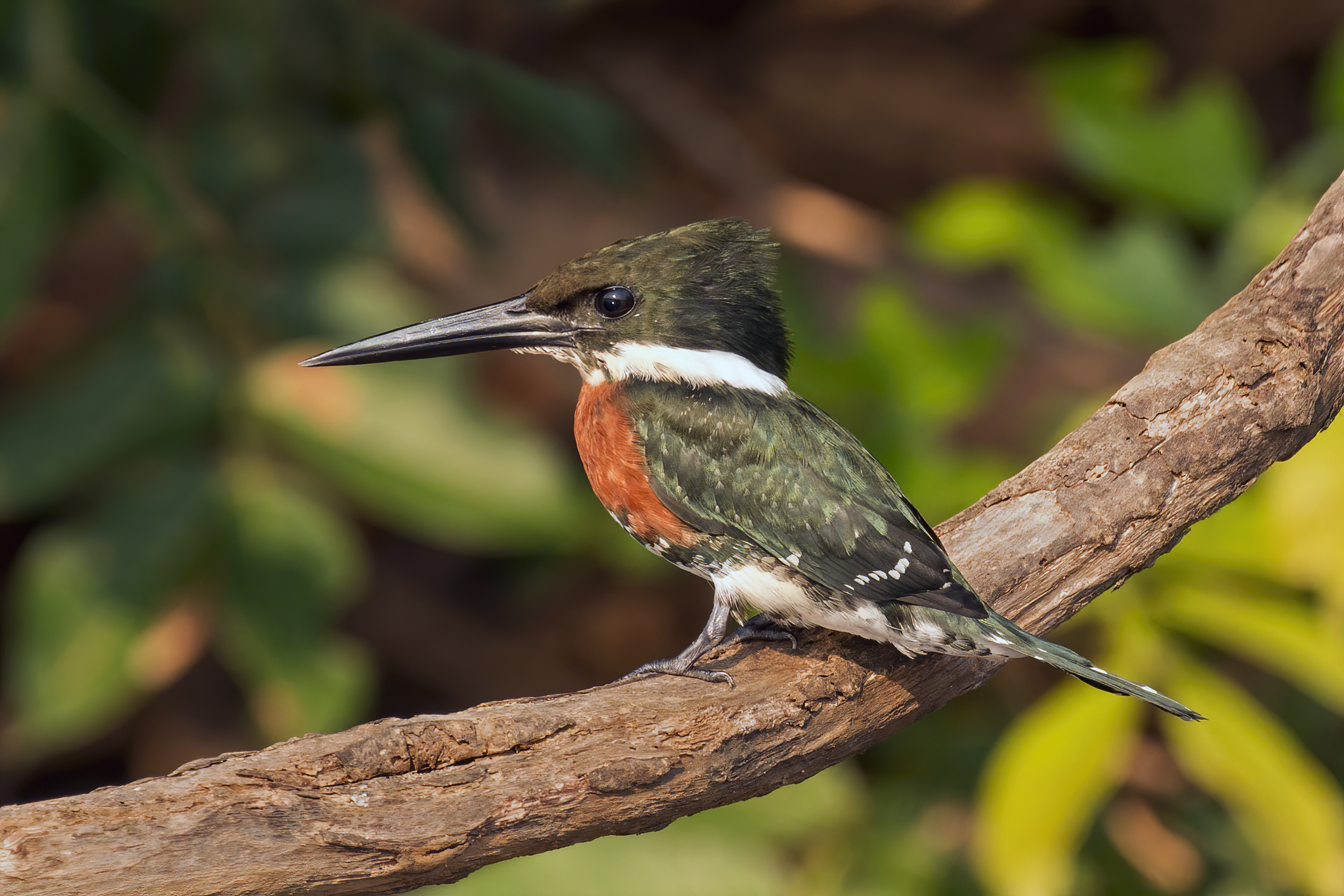
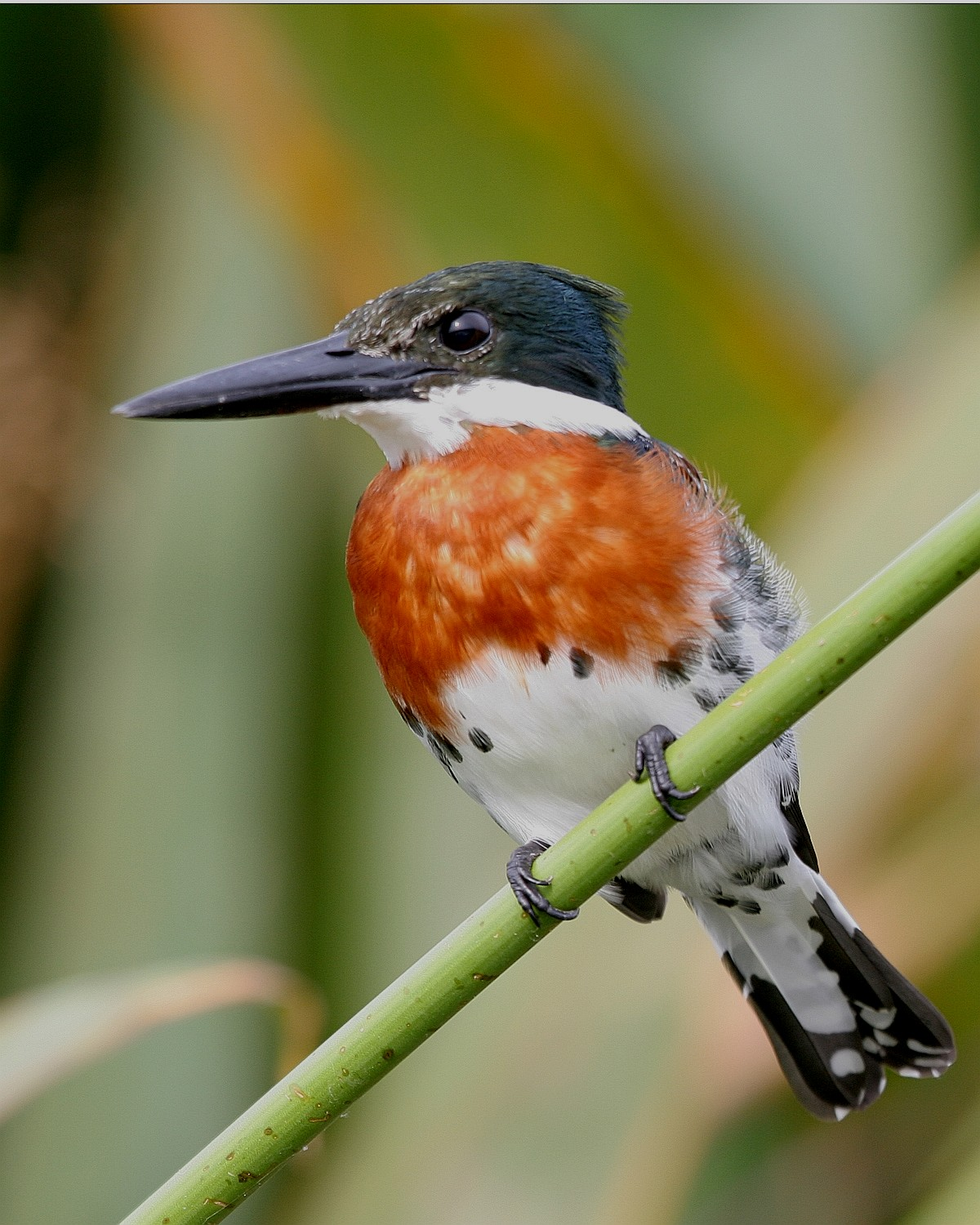
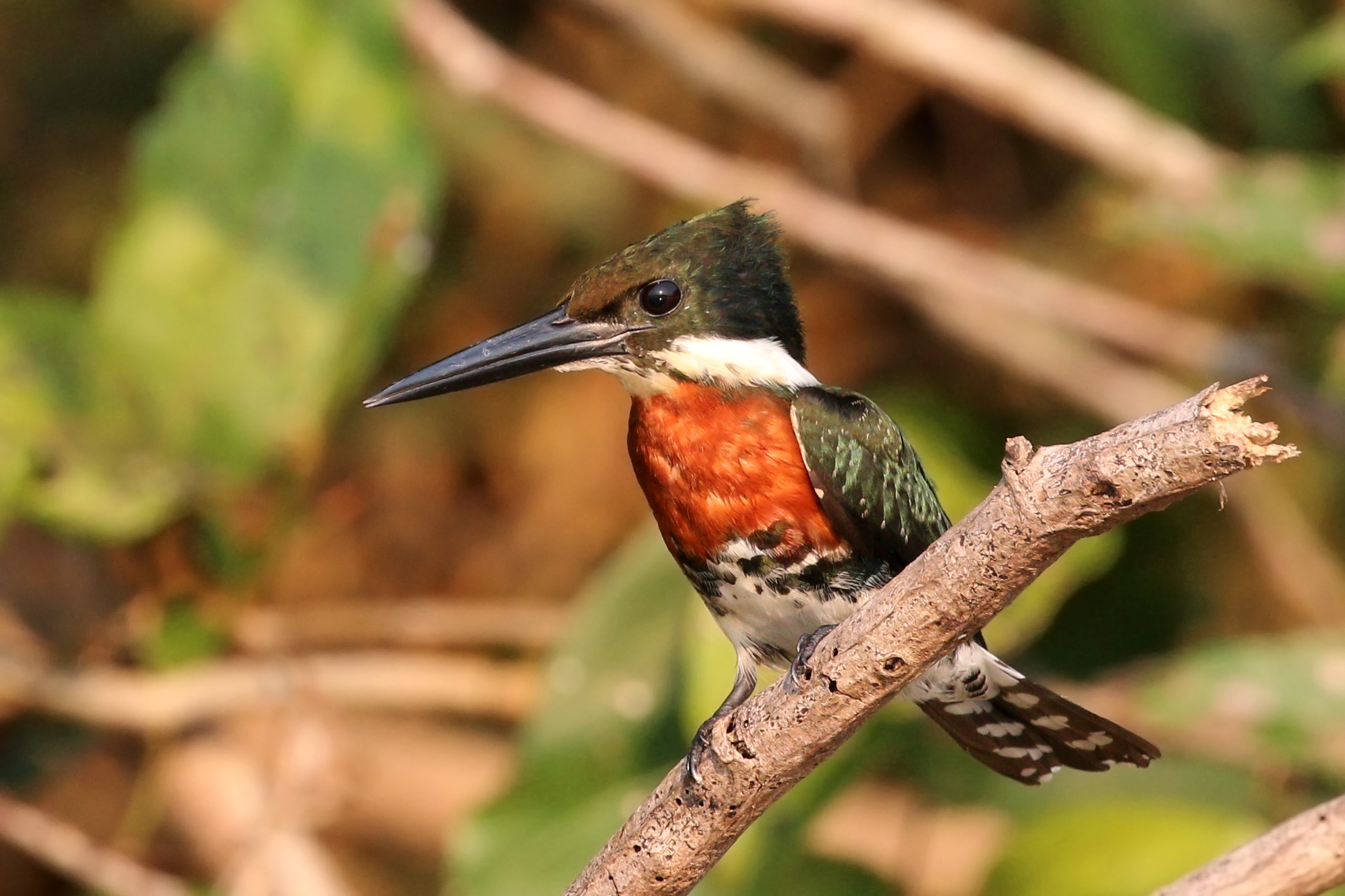
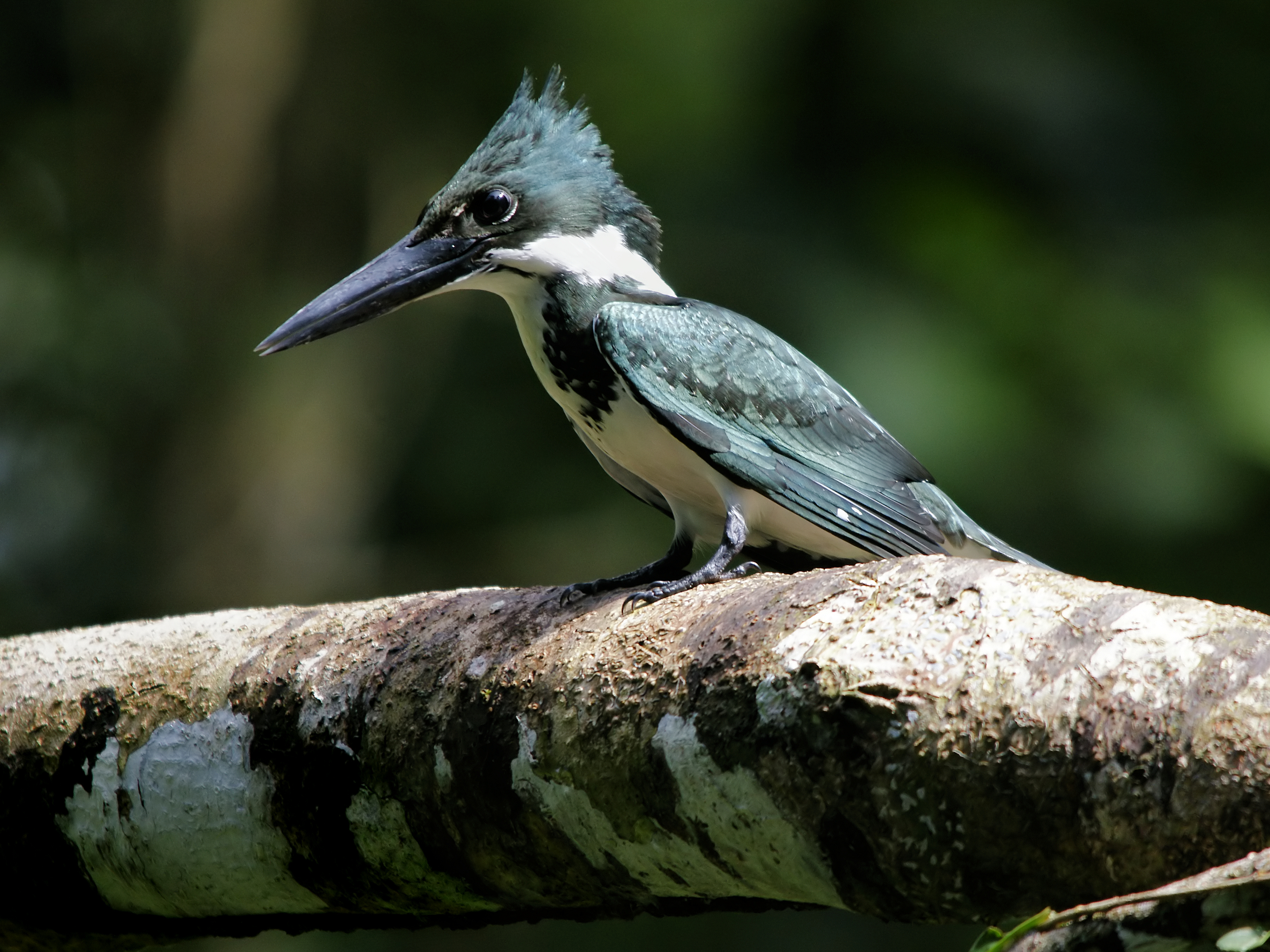
Самка